# Gymnophthalmus pleei
Gymnophthalmus pleei là một loài thằn lằn trong họ Gymnophthalmidae. Loài này được Bocourt mô tả khoa học đầu tiên năm 1881.